# Joseph Kuhn-Régnier
Pour les articles homonymes, voir Kuhn.
Joseph Kuhn-Régnier (1873-1940) est un peintre, dessinateur, affichiste et illustrateur français.

## Biographie
Né Walfrid Joseph Louis Kuhn le 10 décembre 1873 à Paris, il devient l'élève de Fernand Cormon aux Beaux-arts de Paris.
Il est de 1900 à 1938 dessinateur de réclames et caricaturiste dans des magazines tels que La Vie Parisienne, Fantasio, Lectures pour tous et Le Sourire. Il exécute la couverture de La Jeune Revue (juin 1899) fondée par Francis Laur.
Il expose au Salon d'automne en 1904, une toile intitulée L'Indifférente. Puis il devient membre du Salon des humoristes.
Il illustre un certain nombre d'ouvrages de bibliophilie, et devient, au début des années 1920, l'un des spécialistes de l'illustration d'ouvrages pédagogiques, s'exprimant dans un dessin au trait net et précis, entre autres pour Fernand Nathan. 

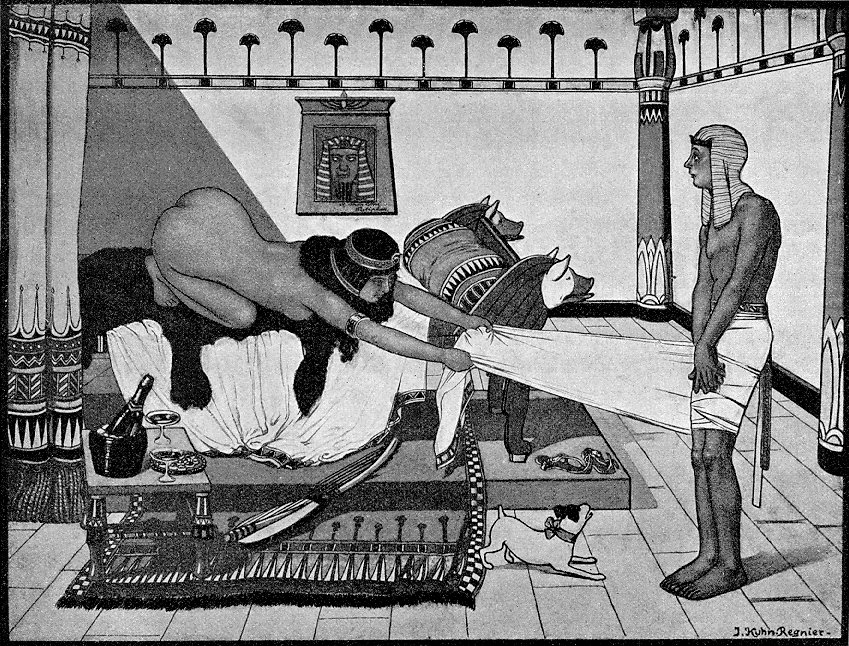
Dessin humoristique : Joseph et la femme de Potiphar (1910).

## Ouvrages illustrés
- J.-H. Rosny, Les Trois Rivales, vignettes de Marcel Capy, Paris, La Renaissance du livre, 1913.
- Collection « Contes et Légendes de tous les Pays », Fernand Nathan: vingt volumes de 1926 à 1938.
  - Contes populaires russes, Ernest Jaubert, 1926.
  - Contes et Légendes mythologiques, Émile Genest, 1926.
  - Contes et Légendes du Moyen Âge français, Marcelle et Georges Huisman, 1926.
  - Contes et légendes d'Israël, Arthur Weil, 1927.
  - Contes et Légendes d'Alsace, Émile Hinzelin, 1928.
  - Contes et Légendes d'Outre-Rhin, Noémi Weiller, 1928.
  - Contes et Légendes d'Espagne, Marguerite Soupey,  1928.
  - Contes persans, Jules Dorsay, 1928.
  - Contes et Légendes d'Outre-Manche, Suzanne Clot, 1929.
  - Contes et Légendes de la Naissance de Rome, Laura Orvieto, 1929.
  - Contes et Légendes de Paris et de Montmartre, Charles Quinel et Adhémar de Montgon, 1930.
  - Contes et Légendes de Shakespeare, Suzanne Clot, 1930.
  - Récits du terroir russe, Ernest Jaubert, 1930.
  - Contes et Légendes du Japon, Félicien Challaye, 1931.
  - Contes et Légendes de Flandre, Antonia de Lauwereyns de Roösendaële, 1932.
  - Contes et Légendes du Grand Siècle, Charles Quinel et Adhémar de Montgon, 1932.
  - Contes et Légendes de Corse, Charles Quinel et Adhémar de Montgon, 1934.
  - Contes et Récits tirés de l'Iliade et de l'Odyssée,  Gisèle Chandon, 1936.
  - Contes et Récits tirés de l'Énéide, Gisèle Chandon, 1937.
  - Récits tirés du théâtre grec, Gisèle Chandon, 1938.
- O. Leblanc, Hou hou, le Hibou, Paris, Fernand Nathan, 1928.
- Pierre Louÿs, Chansons de Bilitis, coll. « Byblis », Simon Kra, 1930.
- Œuvres d’Hippocrate, Paris, Javal & Bourdeaux, 1932.
- Hermin Dubus, Des féeries et des saynètes. Airs populaires et musique inédite, avec accompagnement de piano de M. Cadier et Paul Elven,  Paris, Librairie Fernand-Nathan, 1933.
- Épicure, Doctrines et Maximes, traduites et précédées d'une préface par Maurice Solovine, illustrations gravées par Ernest Deloche, [Paris], Les Centraux bibliophiles, 1940.